# Ma’arr Hitat
Ma’arr Hitat (arab. معر حطاط) – wieś w Syrii, w muhafazie Idlib. W 2004 roku liczyła 798 mieszkańców.